# Monts Long Range
Les monts Long Range (anglais : Long Range Mountains) sont une subdivision des Appalaches qui longe l'ouest de l'île de Terre-Neuve ainsi que la péninsule du Nord. La chaîne comprend les deux plus hauts sommets de l'île, soit The Cabox (814 m) et le Gros Morne (806 m).

## Géographie
La péninsule Nord de l'ouest de Terre-Neuve contient les Hautes Terres, le plus grand massif de socle externe de l'orogenèse grenvillienne des Appalaches. Ce socle précambrien est connu sous le nom de butte-témoin de Long Range, complexe de Long Range ou socle de gneiss, composé de quartz, de feldspath et de granites qui ont jusqu'à 1,550 milliard d'années. Les dykes de Long Range sont de composition mafique et ont un âge d'environ 605 millions d'années.
Longeant le golfe du Saint-Laurent, la chaîne comprend les sections suivantes :
- les monts Anguille ;
- les collines Lewis ;
- les Tablelands (une partie du manteau terrestre exposée à la surface) ;
- la section principale des monts Long Range (allant au nord-est des Tablelands à travers le parc national du Gros-Morne).

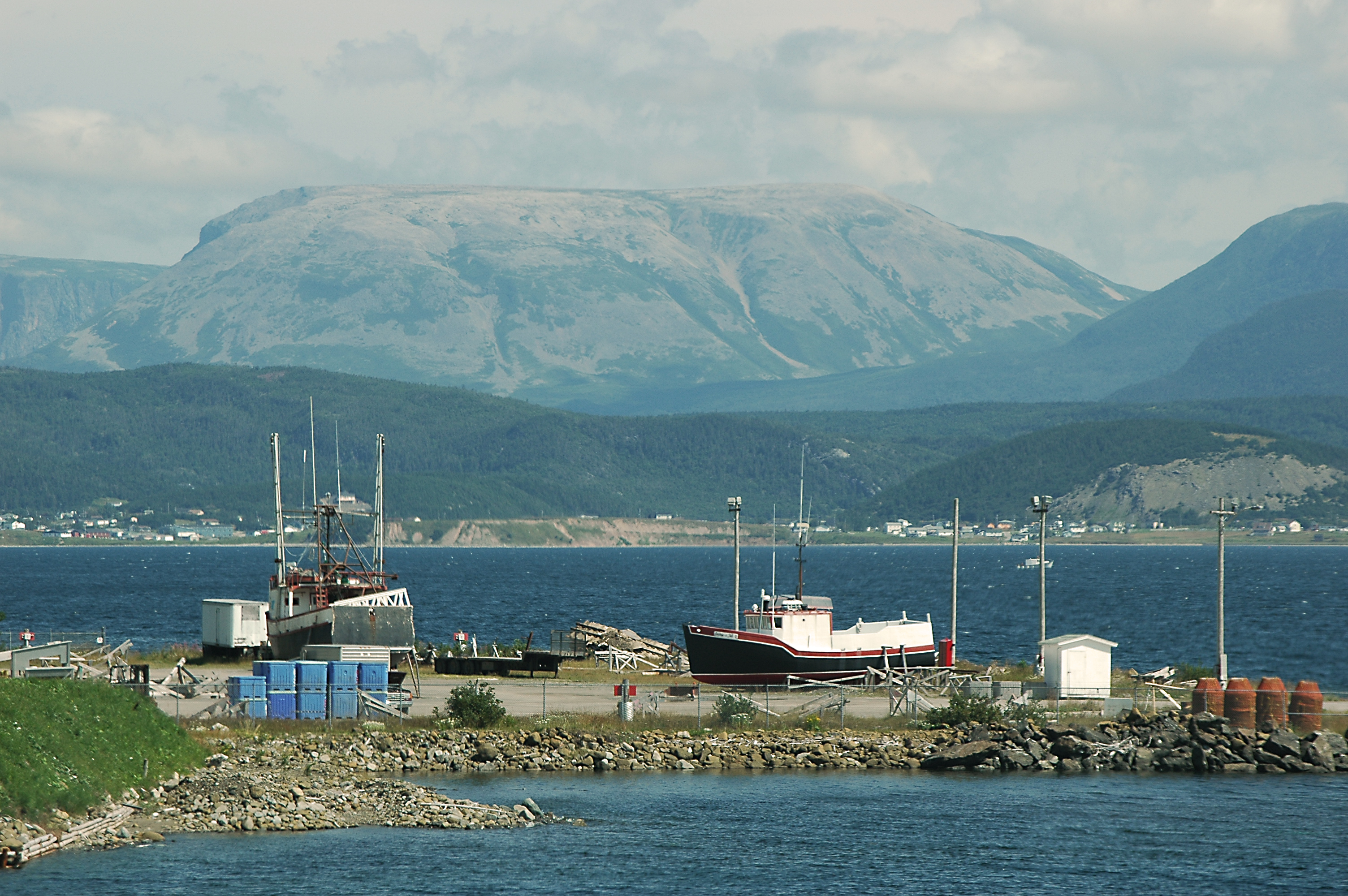
Le Gros Morne vu de la Bonne Baie

| Classement | Nom                      | Altitude (m) |
| ---------- | ------------------------ | ------------ |
| 1          | The Cabox (en)           | 814          |
| 2          | Gros Morne               | 806          |
| 3          | Blue Mountain            | 800          |
| 4          | Big Level                | 795          |
| 5          | Round Hill               | 763          |
| 6          | Rocky Harbour Hill (en)  | 756          |
| 7          | Mount Saint Gregory (en) | 686          |
| 8          | Gros Paté (en)           | 673          |
| 9          | Big Hill                 | 659          |
| 10         | Old Crow                 | 649          |